# Роботска одисея
„Роботска одисея“ (на английски: Robot Odyssey) е образователна логическа игра за Apple II, създадена от щатската компания The Learning Company през 1984 г. Тя представя базовите принципи на цифровата електроника и управлението на роботи чрез елементите на куест.

## Сюжет
Главният герой пропада от своето легло в града Роботрополис и трябва да се измъкне от него. Пред него са различни препятствия в общо пет нива – лабиринти с ключалки, различни роботи, силови полета. Играчът трябва да събира из лабиринта различни полезни приспособления, за да може да преодолее препятствията. Част от местата в лабиринтите са недостъпни за него и трябва да използва помощта на своите роботи. Задачите често могат да се решат по няколко различни начина, което допълнително поощрява изобретателността.
В първото ниво играчът започва с три робота, а в хода на играта получава още един. Всеки робот има четири двигателя за различните посоки на движение, четири датчика за допир до стена, щипка за захващане на обекти и датчик към нея, радиоантена за премане и за предаване. Всички те са управлявани по електрически път чрез различни електронни схеми.
Електронните схеми се изграждат от основните елементи на цифровата електроника – логическо И, логическо ИЛИ, логическо отрицание и изключващо ИЛИ. Допълнително има възможност за схеми с памет на състоянията чрез използване на RS-тригер. Играчът може да се превъплъщава от човече на поялник и да създава доста сложни комбинации от логически елементи. Може да се изграждат и интегрални схеми в специална лаборатория и да се зареждат в играта.

## DroidQuest
С помощта на емулатор на Apple ][ върху ПК играта може да се играе в оригиналния си вариант.
Понеже играта е стара и не се поддържа, неин почитател, Thomas Foote, написва на Java игра-продължение – DroidQuest. Новата игра съдържа всички стари нива с възможност за създаване на нови.